# Douglas Engelbart
Douglas ("Doug") C. Engelbart (født 30. januar 1925 i Portland, Oregon, død 2. juli 2013 i Atherton) var en amerikansk forsker og IT-udvikler, af nederlandsk, tysk, norsk og svensk afstamning.
I 1960'erne var han laboratoriechef ved Stanford Research Institute i Californien, hvor han havde arbejdet siden 1957. Her deltog han i udviklingen af det civile internet, og i 1970'erne patenterede han computermusen. Denne opfindelse gjorde han sammen med Bill English. Han demonstrerede brugen af PC-mus og online telekonferencer allerede i 1968.
Engelbart har i en årrække været en vigtig talsmand for digitalisering af organisationer og problemløsning med datateknologi. I 1988 grundlagde han Bootstrap Institute, hvor han arbejdede med andre forskere for at styrke udforskningen af IT-teknologiens potentialer.
Engelbart fik Turing-prisen i 1997, og i 2000 blev han tildelt "The National Medal of Technology", den højeste udmærkelse i USA, for sine teknologiske samfundsbidrag.